# 平井憲太郎
平井 憲太郎（ひらい けんたろう、1950年 - ）は、日本の実業家。株式会社エリエイ代表取締役、日本鉄道模型の会理事長、としまユネスコ協会代表理事、公益財団法人としま未来文化財団評議員。

## 人物・経歴
1950年、東京都豊島区生まれ。父は立教大学名誉教授の平井隆太郎。祖父は小説家の江戸川乱歩（本名、平井太郎）。
幼少期から、鉄道と鉄道模型が趣味であった。立教高校（現・立教新座中学校・高等学校）に進むと、在学中に「鉄道ジャーナル」の編集のアルバイトを行ったことをきっかけに鉄道趣味書出版の世界に入ることとなった。1968年には、写真集『煙』を友人と共に出版する。
立教大学卒業後、出版社の株式会社エリエイに鉄道出版部門を立ち上げ、1974年からは鉄道模型月刊誌である「とれいん」を発刊した。同社、代表取締役を務める。